# Саївська сільська рада (П'ятихатський район)
Саївська сільська рада — колишній орган місцевого самоврядування у П'ятихатському районі Дніпропетровської області з адміністративним центром у с. Саївка.

## Населені пункти
Сільській раді підпорядковані населені пункти:
- с. Саївка
- с. Долинське
- с. Тернувате

Голови сільської ради: до 1974 року - Береза Василь Кирилович,з 1974 по 1992 - Кузмінський Андрій Федосійович,з 1992 по 1994 рік - Слупчук Василь Адамович,з 1993 по 1997 - Садовий Едуард Володимирович,з 1997 по 2014 рік - Яхновець Любов Володимирівна,2014  -2016 - Ясько Микола Петрович,з 22 червня 2017 року - Бородай Микола Петрович.
Населення у с. Саївка у 1963 році становило 1546 осіб. З них колгоспного населення - 1431 , робітників і службовців - 115.Жінок - 920,чоловіків - 626.У сфері освіти і культури задіяно 25 осіб,в медицині - 24 особи.

## Склад ради
Рада складається з 20 депутатів та голови.